# Oreste Benedetti

Oreste Benedetti

Oreste Benedetti (Pisa, 19 dicembre 1872 – Novara, 26 dicembre 1917) è stato un baritono italiano.

## Biografia
In giovanissima età lavorò come operaio in un'importante fabbrica di ceramica nel rione di Porta a Piagge a Pisa. Il giovane baritono aveva studiato al Istituto Musicale di Lucca sotto la guida del maestro Carlo Angeloni. I suoi compagni di lavoro, udita la sua voce ampia e potente, decisero di aiutarlo finanziariamente. Nel maggio del 1893 viene organizzata una serata di beneficenza. Lo indirizzarono a Roma, tramite il fratello di Titta Ruffo, il maestro Ettore Titta, che riuscì a farlo ammettere al Conservatorio di Santa Cecilia e fu ospitato in casa di Titta Ruffo, divenendo grande amico del grande cantante.
Oreste Benedetti debuttò al Teatro Quirino di Roma nel ruolo del Conte di Luna nel Trovatore, la sera del 24 marzo 1894, ottenendo un successo eclatante.
In seguito a Roma egli cantò anche Valentino in Faust, La forza del destino, Lohengrin, così gli si dischiusero i sipari dei più famosi teatri d'Europa e d'America.
Il 2 agosto 1915 partecipò ad un grande Concerto lirico a Montecatini Terme con la direzione orchestrale del maestro Ruggero Leoncavallo.
Al Teatro G.Verdi di Pisa cantò nel 1899 come Amonasro in Aida e Valentino in Faust, al Teatro Politeama di Pisa interpretò numerose volte il Rigoletto, opera che lo ricorda tra i maggiori interpreti italiani.
Benedetti era un ottimo cantante lirico ed anche un bravissimo attore, tanto che lo stesso Giacomo Puccini lo volle interprete di una storica edizione della La fanciulla del West, nel ruolo dello sceriffo al Teatro Giglio di Lucca.
Oreste Benedetti cantò in diverse occasioni negli Stati Uniti, dove ebbe modo di incidere anche alcuni dischi di arie d'opera e romanze.